# Enteromius magdalenae
Enteromius magdalenae é uma espécie de peixe actinopterígeo da família Cyprinidae.
Apenas pode ser encontrada no Quénia.
Os seus habitats naturais são: rios, pântanos, e lagos de água doce.